# Giovanni Battista Caccialupi

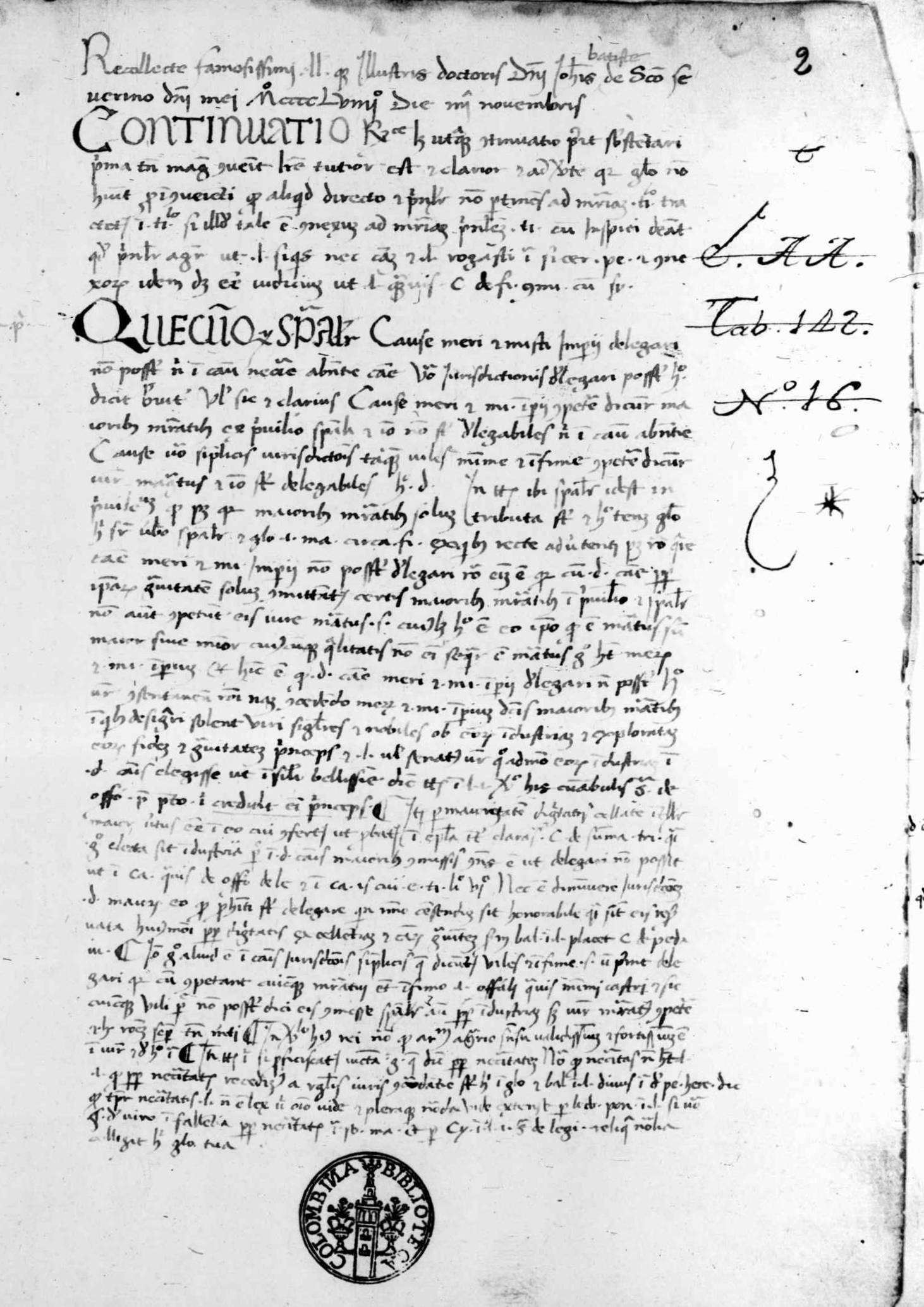
Lecturae I, manoscritto, 1459

Giovanni Battista Caccialupi (San Severino Marche, 1420 – Roma, 1496) è stato un giurista italiano del XV secolo.

## Biografia
Allievo di Angelo de' Perigli a Perugia, dal 1452 al 1483 fu docente all'università di Siena; poi lo fu a Roma. 
Nel 1472 scrisse De modo studendi in utroque iure, trattato pedagogico spesso incluso all'interno dell'opera Vocabularius utriusque iuris.

## Opere

### Manoscritti
- Lecturae I, 1459, Sevilla, Biblioteca Capitular Colombina, Manuscritos, 5.4.25.
- Lecturae II, 1460, Sevilla, Biblioteca Capitular Colombina, Manuscritos, 5.4.26.
- Lecturae III, 1461, Sevilla, Biblioteca Capitular Colombina, Manuscritos, 5.4.27.
- Tractatus iuridici, XV secolo, Firenze, Biblioteca Riccardiana, Fondo Riccardiano, Ricc. 752.